# Guappetiello/'O binocolo
Guappetiello/‘O binocolo, pubblicato nel 1961, è un singolo del cantante italiano Mario Trevi

## Storia
Il disco presenta due brani inediti di Mario Trevi.

## Tracce
Lato A
- Guappetiello (Gigliati-Genta)

Lato B
- ‘O binocolo (Aperuta-Riccardi-Sorrentino)

## Incisioni
Il singolo fu inciso su 45 giri, con marchio Durium- serie Royal (QCA 1220).
Direzione arrangiamenti: M° Eduardo Alfieri.